# Maria Magatti
Maria Magatti (Como, 21 agosto 1992) è una rugbista a 15 italiana, tre quarti ala del Villorba.

## Biografia
Maria Magatti è una dei sei figli di Chiara Giaccardi e Mauro Magatti, docenti di sociologia alla Cattolica di Milano, università alla quale ella stessa è iscritta per gli studi in scienze motorie.
Iniziò a giocare a rugby alle scuole superiori una volta lasciata la pallacanestro e, durante il terzo anno, fondò un club femminile a Como insieme ad alcune sue compagne di classe e di gioco; due anni dopo, terminata la scuola e conseguita la maturità, si trasferì al Monza.
Già nel 2011 fu debuttante in Nazionale, prendendo parte al torneo FIRA in Spagna e scendendo in campo per la prima volta contro la Russia.
Nel 2014 fu tra le protagoniste, con il Monza, della vittoria della prima (e al 2018 unica) squadra di rugby non veneta nel campionato femminile e nel 2015 fu la seconda miglior realizzatrice di mete (5) dopo la francese Julie Biles nel Sei Nazioni che l'Italia chiuse con tre vittorie su cinque incontri e il terzo posto in solitaria; grazie a tali tre vittorie e a quella contro la Scozia nell'edizione 2016 l'Italia si qualificò alla Coppa del Mondo di rugby femminile 2017 in Irlanda, cui Magatti prese parte.
La sua competizione durò tuttavia solo due incontri: nella fase a gironi contro l'Inghilterra Magatti, che comunque nel corso della partita era riuscita a realizzare una meta, si lussò una spalla e dovette abbandonare il torneo con una prognosi tra i due e i tre mesi.
Il suo rientro in campo a livello internazionale fu poco meno di sei mesi dopo, a febbraio 2018 per l'esordio nel Sei Nazioni, ancora una volta contro le inglesi; in tale edizione di torneo fu determinante con una sua meta per la vittoria 22-15 a Cardiff contro il Galles, prima vittoria italiana di sempre al Millennium Stadium.
Dalla stagione 2018-19 milita nel CUS Milano e lavora come insegnante di educazione fisica.
Ha preso parte anche alla Coppa del Mondo 2021 in Nuova Zelanda, tenutasi con un anno di posticipo per via della pandemia di COVID-19; nel corso del quarto di finale perso contro la Francia, Magatti ha raggiunto la sua cinquantesima con la maglia dell'Italia, la quale è anche la sua ultima in quanto ha deciso il ritiro internazionale per motivi di lavoro.

## Palmarès
- Campionati italiani: 2
Monza: 2013-14
Villorba: 2024-25